# Lã de gelo

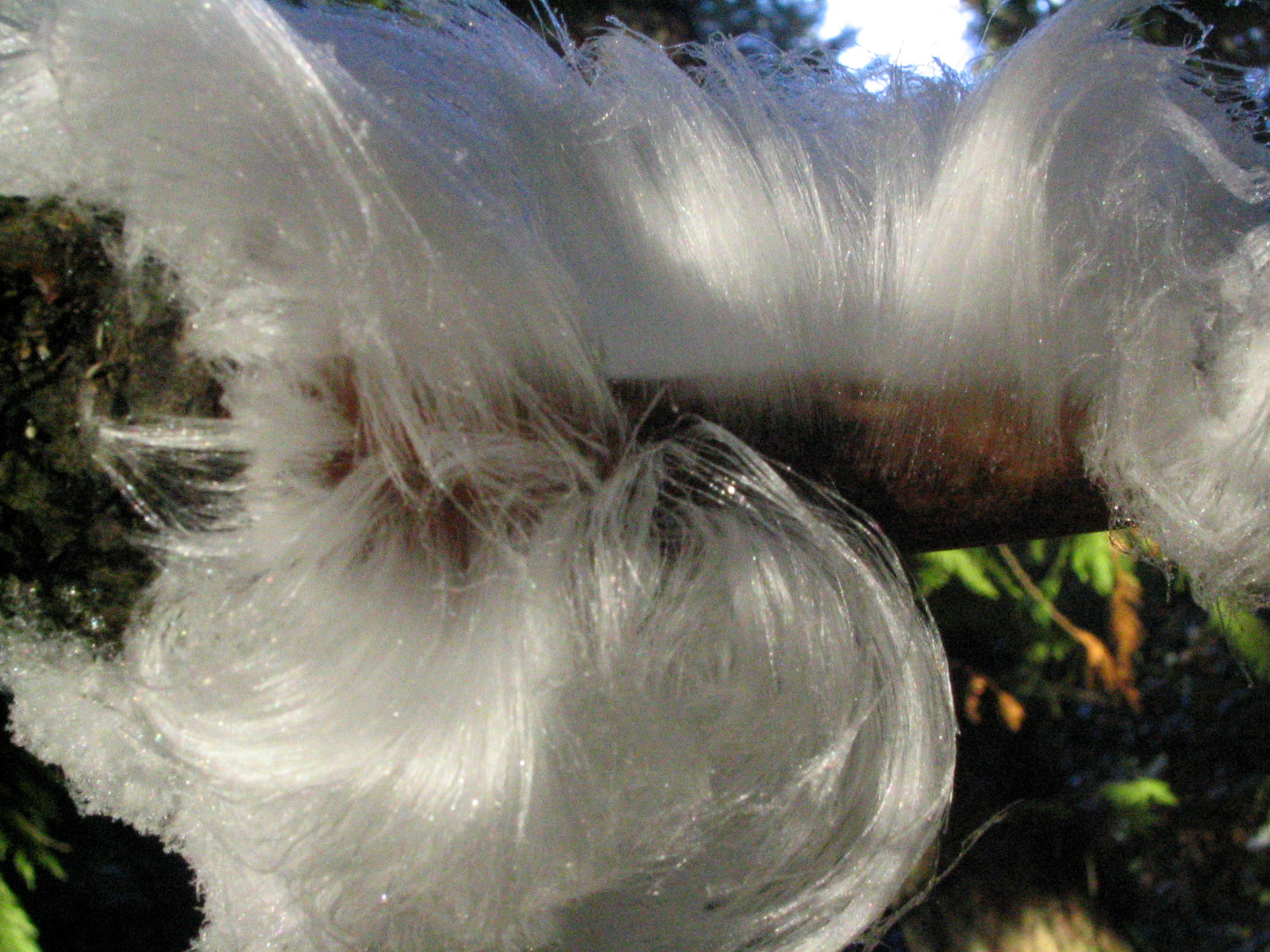
Lã de gelo

Lã de gelo  é um tipo de gelo que se forma na madeira morta e toma a forma de cabelo fino e sedoso. Em 2015, uma equipe de cientistas da Alemanha e da Suíça identificaram o ingrediente que faltava que dá a lã de gelo a sua forma peculiar: o fungo Exidiopsis effusa.